# Bright Castle

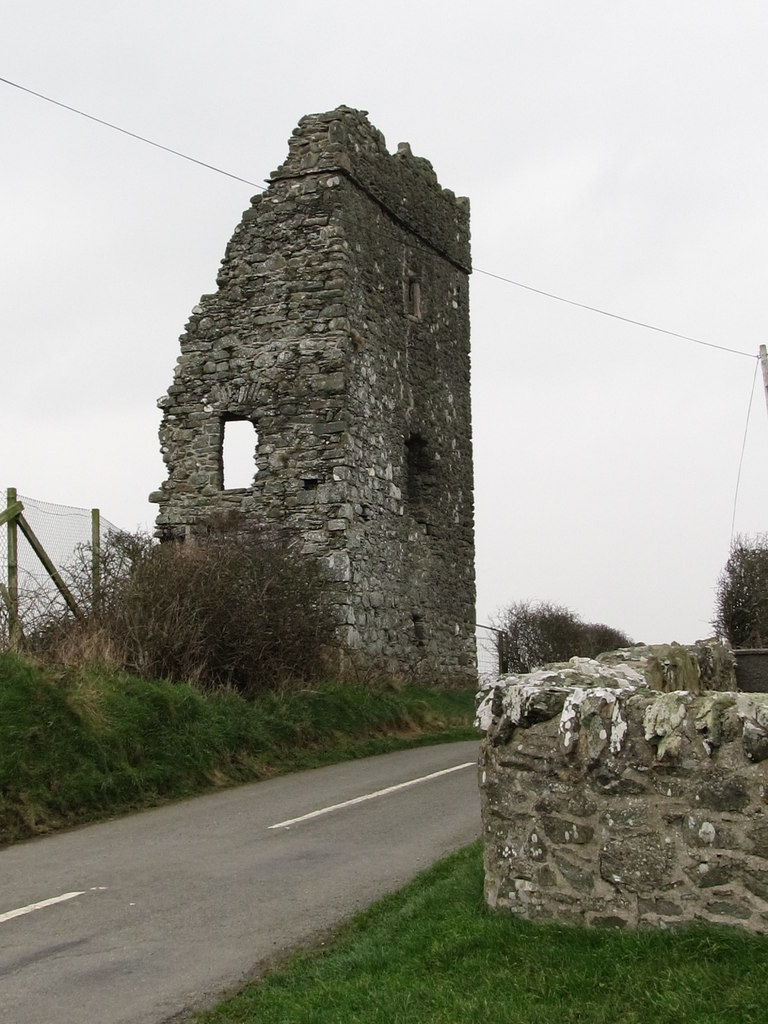
Ruines des Bright Castle

Bright Castle ist eine Burg bei Downpatrick im nordirischen County Down. Es handelt sich um einen dreistöckigen Wohnturm, der vermutlich Ende des 15. oder Anfang des 16. Jahrhunderts errichtet wurde. Weniger als die Hälfte des ursprünglichen Gebäudes ist bis heute erhalten. Die Ostmauer, außen etwa 6 Meter lang und anschließende Fragmente der Nord- und der Südmauer stehen bis auf Traufhöhe, aber der Westteil der Burg ist vollständig verschwunden. Es gibt Anzeichen für ein Gewölbe über dem Erdgeschoss.
Der Wohnturm ist ein Scheduled Monument im Townland von Bright im District Newry, Mourne and Down.